# Les Magnils-Reigniers
Les Magnils-Reigniers este o din vestul Franței, cu 1.461 de locuitori (la data de 1 ianuarie 2022), situată în departamentul Vendée, în regiunea Pays de la Loire. Les Magnils-Reigniers aparține arondisment-ului Fontenay-le-Comte și cantonului Luçon. Locuitorii sunt numiți Magnilais.

## Geografie
Teritoriul comunei Les Magnils-Reigniers se întinde pe o suprafață de 1.807 hectare. Altitudinea medie a comunei este de 11 metri, cu valori care variază între 0 și 36 de metri.
Les Magnils-Reigniers se află la aproximativ 36 de kilometri nord de La Rochelle, în regiunea rurală Vendée. Teritoriul comunei face parte din Parcul Natural Regional Marais Poitevin. Les Magnils-Reigniers este înconjurată de comunele Péault la nord, Corpe la nord-est, Luçon la est, Triaize la sud, Chasnais la vest și sud-vest, precum și La Bretonnière-la-Claye la nord-vest.
Satul se află în sudul departamentului Vendée între:
- La Roche-sur-Yon (reședința departamentului), la 30 km nord,
- Fontenay-le-Comte (reședința arondismentului), la 35 km est,
- Les Sables-d’Olonne (de asemenea reședință de arondisment), la 54 km vest,
- și La Rochelle (reședința departamentului vecin Charente-Maritime), la 48 km sud

Coasta atlantică se află la aproximativ 20 de kilometri spre vest.

### Climat
În 2010, clima comunei este de tip climă oceanică temperată, conform unui studiu al CNRS bazat pe o serie de date ce acoperă perioada 1971-2000. În 2020, Météo-France a publicat o tipologie a climei Franței metropolitane în care comuna este expusă unui climat oceanic și face parte din regiunea climatică Bretania de Est și de Sud, Pays nantais, Vendée, caracterizată printr-o pluviometrie redusă vara și o bună insolație.
Pentru perioada 1971-2000, temperatura medie anuală este de 12,3 °C, cu o amplitudine termică anuală de 13,9 °C. Cantitatea medie anuală de precipitații este de 782 mm, cu 11,8 zile de precipitații în ianuarie și 6,4 zile în iulie. Pentru perioada 1991-2020, temperatura medie anuală observată la stația meteo Météo-France cea mai apropiată, „Sainte Gemme la Plaine_sapc”, situată în comuna Sainte-Gemme-la-Plaine, la 8 km în linie dreaptă, este de 13,0 °C, iar cantitatea medie anuală de precipitații este de 809,1 mm.
Pentru viitor, parametrii climatici estimați pentru comuna în anul 2050, conform diferitelor scenarii de emisii de gaze cu efect de seră, pot fi consultați pe un site dedicat publicat de Météo-France în noiembrie 2022.

## Urbanism

### Tipologie
La 1 ianuarie 2024, Les Magnils-Reigniers este clasificată drept comună rurală cu habitat dispersat, conform noii grile comunale de densitate în șapte niveluri, definită de INSEE în 2022. Comuna este situată în afara unei unități urbane.
În plus, comuna face parte din aria de atracție a orașului Luçon, fiind una dintre comunele din zona de influență apropiată (așa-numita „coroană”). Această arie, care cuprinde 13 comune, este clasificată printre zonele cu mai puțin de 50.000 de locuitori.

### Utilizarea Terenurilor

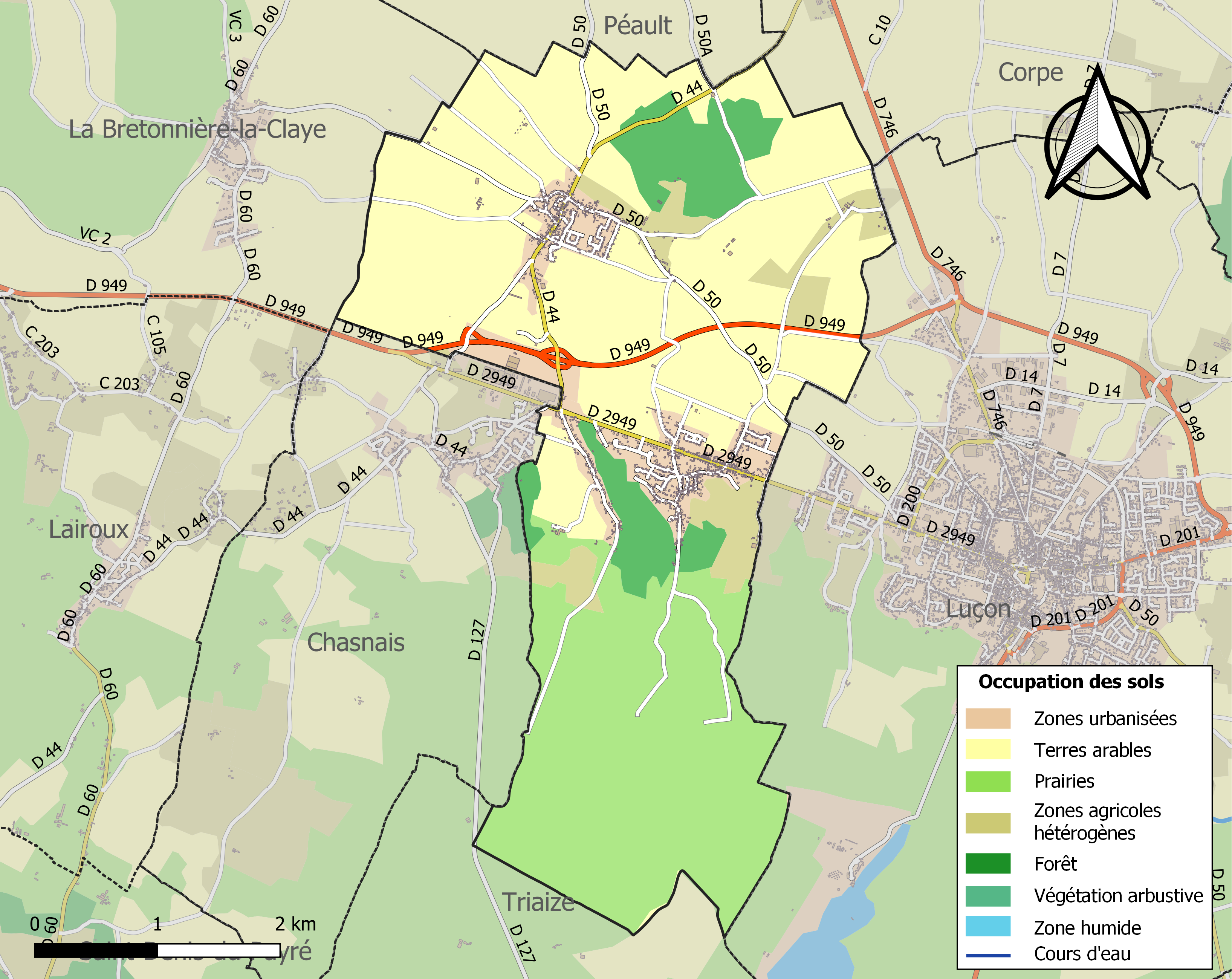
Hartă a infrastructurilor și a utilizării terenurilor în comună în anul 2018 (CLC).

Utilizarea terenurilor în comună, conform bazei de date europene privind ocuparea biofizică a solurilor Corine Land Cover (CLC), este caracterizată prin dominarea terenurilor agricole (82,6 % în 2018), în scădere față de anul 1990 (85,8 %). Distribuția detaliată în 2018 este următoarea:
- terenuri arabile: 47,2 %,
- pajiști: 29,1 %,
- păduri: 8,5 %,
- zone urbanizate: 7,4 %,
- terenuri agricole eterogene: 6,3 %,
- zone industriale sau comerciale și rețele de transport: 1,5 %[13].

Evoluția utilizării terenurilor și a infrastructurilor comunei poate fi observată pe diferite hărți cartografice ale teritoriului:
- harta Cassini (secolul al XVIII-lea),
- harta de stat-major (1820–1866),
- precum și pe hărțile sau fotografiile aeriene ale IGN din perioada actuală (1950 până în prezent).[16]

## Economie
- Zonă artizanală: Les Nouelles (în construcție).
- Laborator Foyer Vendée – materiale medico-chirurgicale și dentare [17]
- Constructions Métalliques de Vendée – structuri metalice [17]

## Istorie
Les Magnils-Reigniers își are originile în Evul Mediu, cu un rol clerical marcant (biserică și priorat sub episcopia de la Luçon), având o continuitate socială și arhitecturală vizibilă până în prezent. Evoluția sa reflectă transformări politico-administrative (schimbarea de nume, statut rural) și păstrarea tradițiilor locale documentate în arhive și publicații.
Prima atestare a localității datează din anul 1226, menționată sub numele de „Magnis”

## Politică și administrație

### Lista primarilor
| Perioada       | Numele                             | Calitatea/Funcția inițială     | Observații                           |
| -------------- | ---------------------------------- | ------------------------------ | ------------------------------------ |
| 1793 – 1797    | Marie Antoine Mairand              |                                |                                      |
| 1797 – 1799    | Guillaume Rampillon                |                                |                                      |
| 1799 – 1800    | Louis Charles François Renaudineau | Notar                          |                                      |
| 1800 – 1815    | Guillaume Rampillon                | Pilot aviator                  |                                      |
| 1815 – 1830    | Jacques Mairand                    |                                |                                      |
| 1831 – 1835    | Samuel Constant Rampillon          |                                |                                      |
| 1835 – 1838    | Pierre Debien                      |                                |                                      |
| 1838 – 1842    | François Guittot                   |                                |                                      |
| 1843 – 1848    | Pierre Ballineau                   |                                |                                      |
| 1848 – 1860    | Jacques Ageon                      |                                |                                      |
| 1861 – 1871    | Samuel Constant Ernest Rampillon   |                                |                                      |
| 1872 – 1874    | Fidèle Ferdinand Marie Boisard     |                                |                                      |
| 1875 – 1892    | François Augustin Bessière         |                                |                                      |
| 1892 – 1900    | Pierre Benjamin Balineau           |                                |                                      |
| 1900 – 1904    | Louis Balineau                     |                                |                                      |
| 1904 – 1919    | Pierre Benjamin Balineau           |                                |                                      |
| 1919 – 1920    | François Bessière                  |                                |                                      |
| 1920 – 1925    | Pierre Benjamin Balineau           |                                |                                      |
| 1925 – 1935    | Eugène Rivière                     |                                |                                      |
| 1935 – 1942    | Joseph Deslandes                   |                                |                                      |
| 1942 – 1953    | Pierre Nau                         | Consilier general (1951–1970)  | Primar al orașului Luçon (1953–1971) |
| 1953 – 1959    | Marie-Antoinette Nau               |                                |                                      |
| 1959 – 1971    | Jules Brois                        |                                |                                      |
| 1971 – 1981    | Michel Moteau                      | Director școală publică        |                                      |
| 1981 – 1995    | Georges Normandin                  |                                |                                      |
| 1995 – 2001    | Luc Gautron                        |                                |                                      |
| 2001 – 2008    | Michel Pelletier                   |                                |                                      |
| 2008 – 2014    | Jeanne-Marie Pasquier              | Divers gauche (stânga variată) | Pensionară din domeniul spitalicesc  |
| 2014 – prezent | Nicolas Vannier                    | Fără apartenență politică      | Administrator de societate           |

## Evoluția populației
| Anul                      | 1962 | 1968 | 1975 | 1982 | 1990 | 1999 | 2006 | 2013 |
| Locuitori                 | 841  | 842  | 845  | 1102 | 1326 | 1395 | 1443 | 1567 |
| Quelle: Cassini und INSEE |      |      |      |      |      |      |      |      |

## Obiective turistice
- Biserica Saint-Nicolas, distrusă de normanzi în anul 853, clădirea actuală datează din secolul al XII-lea, clasificată ca monument istoric din 1906
- Fosta priorie a călugărilor din ordinul Grammont, situată chiar lângă biserică

## Literatură
- "Patrimoniul comunelor din Vendée.” Flohic Éditions, volumul 1, Paris, 2001, ISBN 2-84234-118-X, paginile 443–445.

## Locuri și monumente

### Biserica Saint-Nicolas
Această biserică a fost incendiată de normanzi în anul 853, în același timp cu catedrala din Luçon. Pe același amplasament, în secolul al XII-lea, a fost reconstruită în stil romanic.
În secolul al XIV-lea, s-a luat decizia de a ridica actualul turn-clopotniță în centrul bisericii. În secolul al XV-lea, a fost construit capul altarului, înlocuind corul romanic și absidelele transeptului.
În a doua jumătate a secolului al XIX-lea, nava actuală a fost scurtată, fiind eliminată o parte din structura sa originală.
Biserica este clasată ca monument istoric prin decretul din 20 noiembrie 1906.